# Marie Kean
Marie Kean, née le 27 juin 1918 à Rush et morte le 29 décembre 1993 à Donnybrook, un district de Dublin, est une actrice de théâtre et de cinéma irlandaise.

## Biographie
Marie Kean a grandi dans le village de Rush (comté de Dublin). Elle meurt à Donnybrook, un district de Dublin à l'âge de 75 ans. Son mari, William Mulvey, est décédé en 1977.

## Carrière
Elle joue Belle, la mère intrigante de Barry, dans Barry Lyndon, film de Kubrick. Elle a également joué le rôle d'une commerçante irlandaise bigote dans La Fille de Ryan de David Lean.
Sa dernière apparition en tant qu'actrice a été dans Gens de Dublin, film de John Huston (1987), dans lequel elle jouait le rôle de Mme Malins.
Elle figure dans le film documentaire de 1988 John Huston and the Dubliners réalisé par Lilyan Sievernich.

## Filmographie sélective
- 1956 : Jacqueline de Roy Ward Baker
- 1958 : Rooney de George Pollock
- 1958 : Sally's Irish Rogue de George Pollock
- 1960 : Les Combattants de la nuit de Tay Garnett
- 1962 : The Quare Fellow d'Arthur Dreifuss
- 1964 : La Fille aux yeux verts (Girl with Green Eyes) de Desmond Davis
- 1966 : Cul-de-sac de Roman Polanski
- 1966 : Le Prince Donegal (The Fighting Prince of Donegal) de Michael O'Herlihy
- 1970 : La Fille de Ryan (Ryan's Daughter) de David Lean
- 1975 : Barry Lyndon de Stanley Kubrick : Belle
- 1979 : Macbeth de Philip Casson (TV) : 1re sorcière
- 1982 : Angel de Neil Jordan : Mae
- 1987 : La passion solitaire de Judith Hearne de Jack Clayton
- 1987 : Gens de Dublin (The Dead) de John Huston : Mme Malins